# 黑颈冠叫鸭
，是雁形目叫鸭科的一种鸟类。

## 特征
黑颈冠叫鸭体重约2557.64克，翼长约492.8毫米，嘴峰长约47.4毫米，喙宽度约13.3毫米，喙厚度约15.9毫米，跗蹠长约127.4毫米，尾长约195.5毫米。黑颈冠叫鸭在其分布区内为留鸟，其栖息在开放的湖泊、沼泽等湿地环境中。食性为草食性，主要食物来源是水生植物。

## 分布
哥伦比亚北部和委内瑞拉西北部。